# Deilbachhammer

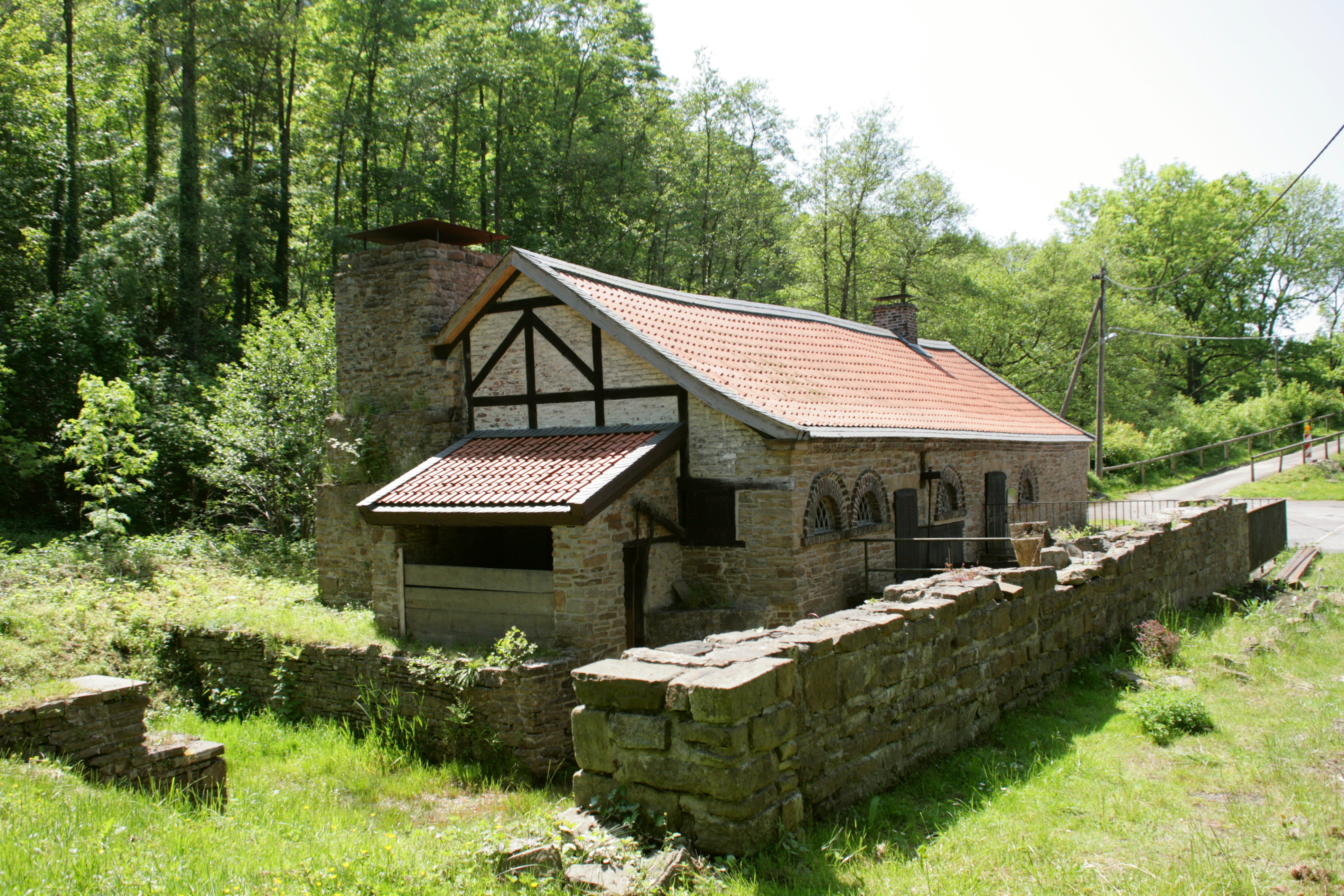
Deilbachhammer

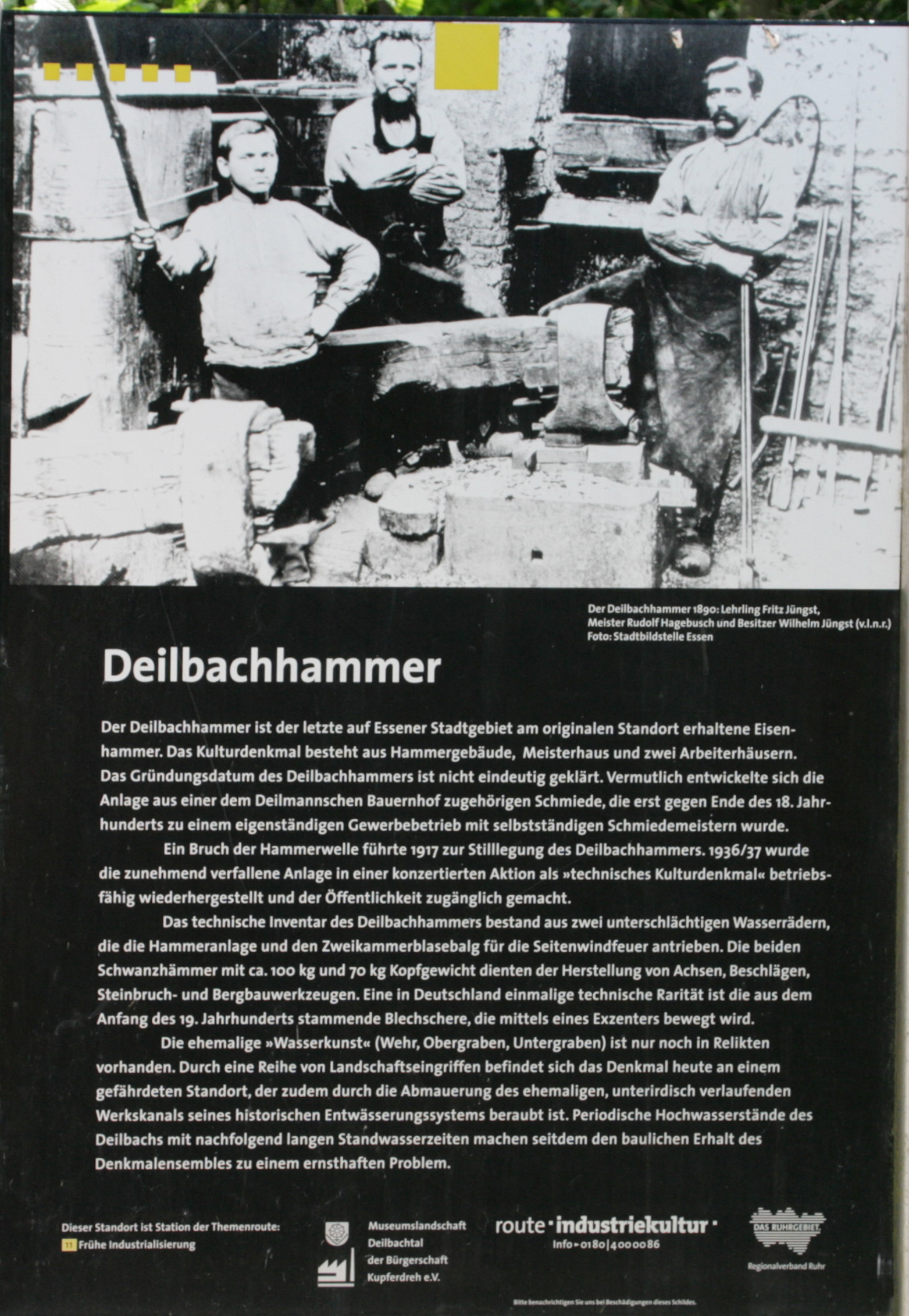
Infoschild der Route der Industriekultur

Der Deilbachhammer war ein Eisenhammer in Essen-Kupferdreh am Unterlauf des Deilbachs. Er wird heute zu Anschauungszwecken und für wissenschaftliche Forschungen genutzt und gilt als letztes Hammerwerk des Ruhrgebiets, das sich noch an seinem Originalschauplatz befindet. Der Erhalt des Denkmals ist nicht gesichert.

## Geschichte
Der Hammer gehört wie andere historische Industriegebäude zu der Museumslandschaft Deilbachtal. Er wird wie der bachabwärts liegende Kupferhammer als Außenstelle des Ruhr Museums (früher Ruhrlandmuseum) betrieben. Die unmittelbar am Bachlauf gelegene Gebäudegruppe bestehend aus Hammerschmiede und Wohnhaus stammt ursprünglich aus dem 16. Jahrhundert, sie steht seit 1985 unter Denkmalschutz. Das heute noch erhaltene zweigeschossige verschieferte Fachwerkhaus mit Satteldach wurde im 18. Jahrhundert erbaut.
Die beiden Schwanzhämmer wurden über jeweils ein Schaufelrad angetrieben, das durch abgeleitete Deilbachwasser betrieben wurde. Mit Kopfgewichten von 100 Kilogramm bzw. 70 Kilogramm schmiedeten sie aus Eisen bäuerliches Arbeitsgerät wie Pflugscharen oder Achsen, außerdem Steinbruchwerkzeuge und Beschläge. Ende des 19. Jahrhunderts nutzte man die Anlage für Ausbesserungsarbeiten an der Prinz-Wilhelm-Eisenbahn.
1911 erwarb die Bergische Elektrizitäts-Versorgungs-Gesellschaft, die in unmittelbarer Nachbarschaft ein Kohlekraftwerk gebaut hatte, den Hammer.
1917 nach dem Bruch der Hauptantriebswelle stillgelegt, wurde der Hammer 1935 bis 1937 mit Unterstützung des Kraftwerks, der Firma Krupp, des Vereins Deutscher Eisenhüttenleute (VDEH), des Vereins Deutscher Ingenieure (VDI), der Stadt Essen und der Provincialverwaltung des Rheinlandes wiederhergestellt. Im Zweiten Weltkrieg verfiel er allerdings wieder.

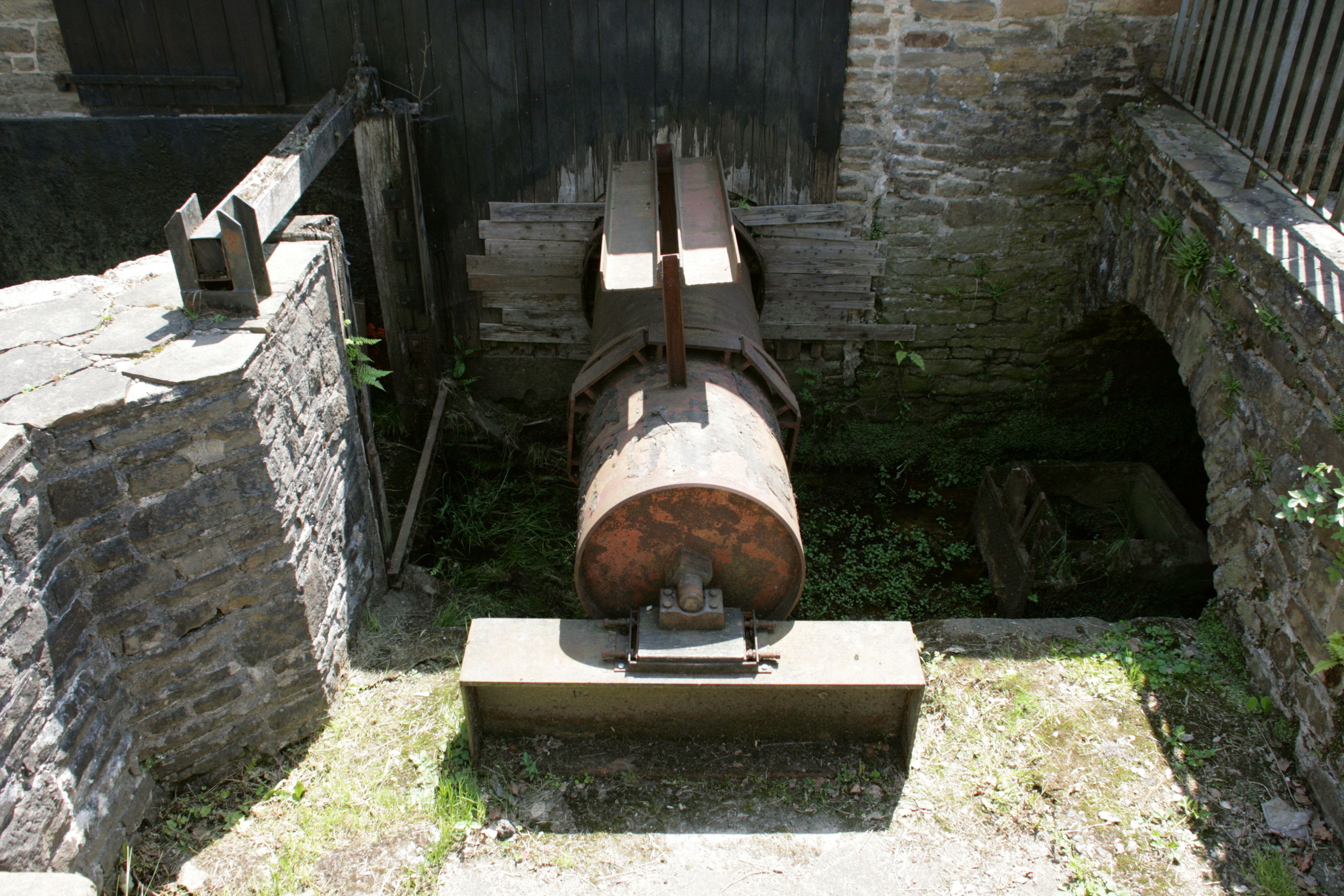
Elektrischer Ersatzantrieb

1960 erwarb die Stadt Essen das Ensemble und gliederte es in das Ruhrlandmuseum ein. Da die gesamte Wasserkunst (Wehr, Ober- und Untergraben) inzwischen verschüttet und die Wasserräder zerstört waren, nutzt man seitdem einen elektrischen Antrieb. Durch Hochwasser des Deilbachs wurden das Gelände und auch die Gebäude immer wieder mit Schlamm verunreinigt und teilweise zerstört. Als Ursache für die verheerende Wirkung der regelmäßigen Überschwemmungen wird der unzureichende Ersatz des Unterwassergrabens durch eine Pumpanlage angesehen, was den schnellen Abfluss des Wassers nicht gewährleisten kann.
Die Übernahme des Museums durch den Landschaftsverband Rheinland in den 1980er Jahren kam nicht zustande.
Im Jahre 2000 fanden Sicherungsarbeiten unter Mitwirkung Essener Schüler statt.
2002 fand eine grundlegende denkmalpflegerische Bestandsaufnahme statt, 2003 ergänzt durch ein Gutachten der Stadtwerke Essen. Die 2007 kalkulierte Komplettsanierung würde demnach 1,5 Millionen Euro kosten.
Am 2. September 2009 beauftragte der Essener Kulturausschuss die Verwaltung die Erhaltung des Deilbachhammer Ensembles zu prüfen Zur gleichen Zeit stellte der Landschaftsverband Rheinland 84.000 Euro für erste Sicherungsmaßnahmen zur Verfügung.
2011 beschloss der Rat der Stadt Essen die Museumslandschaft Deilbachtal – vornehmlich den Deilbachhammer – zu retten. Am 18. Oktober 2011 fand die erste Sitzung des „Arbeitskreises Deilbachtal“ statt. An den Sitzungen nahmen neben den Vertretern der politischen Parteien auch Vertreter des „Historischen Verein für Stadt und Stift Essen“, des Vereins „IDEE“ und des „Ruhr Museums“ teil. Aus diesem Kreis wurde eine Projektgruppe für das operative Geschäft gegründet. Im Frühjahr 2012 scheiterte die Sache dann an der „politischen Meinungsvielfalt“ und die Projektgruppe wurde wieder aufgelöst.
Erst im Sommer 2013 fand sich ein neu strukturierter Arbeitskreis, das „Konsortium Deilbachtal“ zusammen. Es besteht aus je zwei Vertretern des Historischen Vereins, des Vereins IDEE, des Ruhr Museums und der Bürgerschaft Kupferdreh e. V. Das Konsortium übernahm erfolgreich die Planung und fand Wege zur Finanzierung der Restaurierung des Deilbachhammer Ensembles. Im Herbst 2016 wurde zusätzlich der „Verein der Freunde und Förderer des Deilbachtals“ gegründet, um den Deilbachhammer, aber auch alle anderen historischen Objekte der „Museumslandschaft Deilbachtal“, in Zukunft nachhaltig zu sichern und zu betreuen. Der erste Spatenstich der Vertretern des Konsortiums Deilbachtal und der GVE-Gruppe der Stadt Essen erfolgte im Juli 2017. Die Fertigstellung ist inzwischen für Frühjahr 2020 geplant.
Beim schweren Hochwasser im Juli 2021 trat der kleine Deilbach über die Ufer und überflutete das Deilbachtal, im Deilbachhammer stand das Wasser ca. 1,8 m hoch. Die für die Renovierung vor dem Gebäude gelagerten drei neuen Hammersäulen (jeweils 1,8 Tonnen schwer) wurden vom Hochwasser weggeschwemmt, konnten später aber wiedergefunden werden. Die Kosten für die Schadensbeseitigung (inklusive Bergung und Transport der Hammersäulen) schätzt die Stadt Essen auf rund 180.000 Euro. Die Renovierungsarbeiten sind dadurch um etwa 1 Jahr zurückgeworfen.
Der Deilbachhammer ist als Bestandteil der „Kulturlandschaft Deilbachtal“ ein Teil der Route der Industriekultur.